# Conseil de l'Île de l'Ascension
Le Conseil de l'Île de l'Ascension (en anglais : Ascension Island Council) est le parlement monocaméral de l'Île de l'Ascension, l'une des composantes du territoire britannique d'outre-mer de Sainte-Hélène, Ascension et Tristan da Cunha.

## Rôle
Le Conseil de l'île est l'assemblée législative de l'Île de l'Ascension, un archipel du territoire britannique d'outre-mer de Sainte-Hélène, Ascension et Tristan da Cunha situé dans l'océan Atlantique Nord. L'archipel est doté d'un administrateur nommé par un gouverneur, lui même nommé par le Gouvernement du Royaume-Uni
Le Gouverneur et l'administrateur doivent obligatoirement consulter le Conseil lors de la rédaction des lois de l'île, mais ne sont pas contraint de suivre ses décisions. Le conseil peut néanmoins faire appel auprès du Gouvernement du Royaume-Uni.

## Système électoral

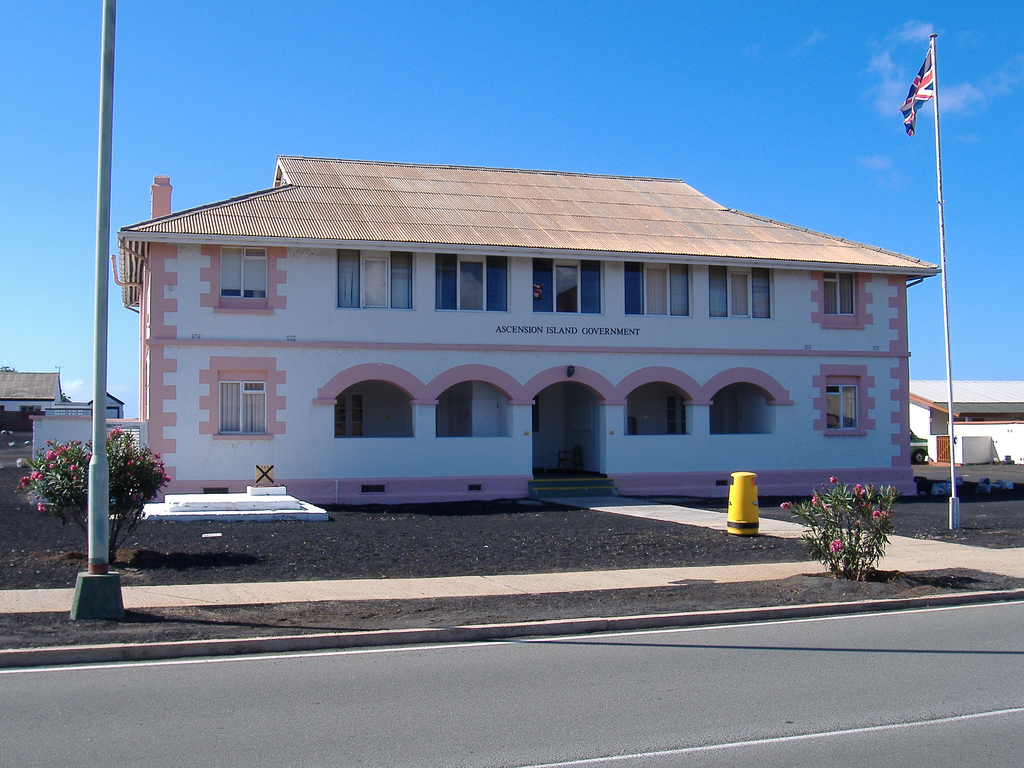
Siège du conseil à Georgetown

Le conseil de l'île est composé de huit à dix membres dont cinq à sept élus pour trois ans au scrutin direct plurinominal majoritaire dans une unique circonscription. Les électeurs ont autant de votes qu'il y a de sièges à pourvoir et peuvent les répartir sur autant de candidats qu'ils le veulent, à raison d'un vote par candidat. Les sept candidats ayant reçu le plus de votes sont déclarés élus. Si moins de huit candidats sont en lice, seuls cinq membres sont cependant élus. S'il y a moins de six candidats, les élections sont reportées pour une durée maximale de six mois.
L'administrateur, le procureur général et le Directeur des ressources sont membres ex officio, mais ils ne participent pas aux votes du Conseil, bien que celui ci soit présidé par l'administrateur,.
Les candidats doivent être âgés d'au moins vingt et un ans et disposer de la nationalité du territoire de Sainte-Hélène, Ascension et Tristan da Cunha, ou de la nationalité britannique. Aucun parti politique n'existant sur l'île, l'ensemble des conseillers sont indépendants, dans le cadre d'une démocratie non partisane.